# Mamdapur, Aland
Mamdapur là một làng thuộc tehsil Aland, huyện Gulbarga, bang Karnataka, Ấn Độ.